# Jan Gałkowski
Jan Gałkowski (ur. 28 marca 1926 w Warszawie, zm. 10 października 1989 tamże) – polski poeta i autor tekstów piosenek. Studiował na Wydziale Muzykologii Uniwersytetu Jagiellońskiego w Krakowie.

## Działalność literacka
Studiował na Wydziale Muzykologii Uniwersytetu Jagiellońskiego. W połowie lat 50. XX wieku zaczął pisać teksty piosenek z Bogusławem Choińskim. Pod koniec lat 50. nawiązał współpracę z kabaretem i klubem studenckim Stodoła. W latach 1958–1961 napisał dla niego 5 spektakli:
- Album Chagalla, czyli Jak samochód przestraszył się konia,
- Alarm,
- Balią przez hadwao,
- Król Ubu - Fantazja skandaliczna na temat Alfreda Jarry’ego,
- Wszystko może się zdarzyć.

W tym czasie zaczął też pisywać teksty piosenek dla popularnych wówczas wykonawców. Najczęściej tworzył wspólnie z Choińskim, a w latach 70. także z Mirosławem Łebkowskim oraz samodzielnie. Twórczość autora została podsumowana w 1979 roku płytą długogrającą Piosenki J. Gałkowskiego (wyd. Muza).
Piosenki z jego tekstami można usłyszeć w wykonaniu takich artystów, jak m.in.: Akwarele, Babsztyl, Trubadurzy, Iga Cembrzyńska, Bogdan Czyżewski, Renata Danel, Ludmiła Jakubczak, Bohdan Łazuka, Bogusław Mec, Czesław Niemen, Regina Pisarek, Jerzy Połomski, Sława Przybylska, Danuta Rinn, Maryla Rodowicz, Rena Rolska, Irena Santor, Karin Stanek, Violetta Villas, Jolanta Zakonek, Natasza Zylska.
Jako poeta wydał zbiory wierszy:
- Dzieje orężem pisane,
- Legenda polowych map,
- Leśne strony,
- Przez morza i oceany.

Zmarł w Warszawie, pochowany na cmentarzu Wawrzyszewskim.

## Wybrane piosenki
- Akacjowy liść
- Alabama
- Betty Babilon
- Czterdzieści kasztanów
- Do widzenia, Teddy
- Gumowe buty
- Jedziemy autostopem
- Klementynka bawi się
- Krótki żywot długiego Billa
- Księżyc
- Mademoiselle
- Marianna ruda
- Marsylia
- Na Francuskiej
- Nigdy tak nie pachniały kwiaty
- Pies Dingo
- Piosenka o podanej ręce
- Pod Papugami
- Szedł Atanazy do Anny
- Tak długo was, chłopcy, nie było
- Tańczy Józefinka
- To było w maju
- To jest dzień
- W siną dal
- Zagubione miasteczko

## Nagrody i wyróżnienia
- 1968 – wyróżnienie Ministerstwa Obrony Narodowej
- 1969 – II nagroda GZP Wojska Polskiego
- 1970 – Złoty Pierścień na Festiwalu Piosenki Żołnierskiej w Kołobrzegu
- 1970 – wyróżnienie Ministerstwa Obrony Narodowej
- 1975 – wyróżnienie Ministerstwa Obrony Narodowej
- 1977 – III nagroda Ministerstwa Obrony Narodowej
- 1978 – Odznaka Stowarzyszenia Autorów ZAiKS[2]
- 1979 – Złoty Pierścień na Festiwalu Piosenki Żołnierskiej w Kołobrzegu